# Éditions Séguier
Pour les articles homonymes, voir Séguier.
Les éditions Séguier sont une maison d’édition française, fondée en 1986 par Éric Adda, Frédéric Birr et Michel Archimbaud, consacrée aux arts et publiant essentiellement des essais, des entretiens et des biographies.
Elles ont eu longtemps leur siège rue Séguier à Paris, d'où elles tirent leur nom, qui fait par conséquent référence à l'académicien Pierre Séguier. Depuis 2019, les éditions Séguier ont été rachetées par les éditions Robert Laffont, elles-mêmes filiale du groupe Editis, et ont désormais leur siège au 92 avenue de France, dans le 13e arrondissement à Paris, à proximité de la BnF, dans l'immeuble rassemblant toutes les maisons d'édition du groupe Editis. 

## Historique
Les éditions Séguier ont été fondées en 1986 par les trois éditeurs Éric Adda, Frédéric Birr et Michel Archimbaud. Cependant on trouve trace d'un libraire-éditeur à la même adresse depuis 1868 au moins (publication des œuvres complètes de Molière au 3, rue Séguier).
La maison a été rachetée, en 1997, par les éditions Atlantica, puis cédée en 2012 à la société nouvelle Atlantica Séguier (Biarritz) avec un siège secondaire à Paris.
Enfin, Séguier est devenue en juillet 2019 la propriété de la société Robert Laffont (groupe Editis),.
Jean Le Gall assume la direction des éditions Séguier depuis 2013.
À côté de la veine biographique principale, Séguier entretient une collection appelée L’Indéfinie qui accueille des textes de littérature aux frontières de l'autobiographie et du roman, du document et de la fiction.
Frédéric Mitterrand occupa quelque temps un poste de conseiller éditorial à partir de 2013.
En 2024, Séguier publie La Face nord de Jean-Pierre Montal, qui remporte le prix des Deux Magots.

## Quelques auteurs
- Mirwais Ahmadzai
- Cecil Beaton
- Helmut Berger
- Bernard Boutet de Monvel
- Richard Burton
- Maxence Caron
- Neal Cassady
- René de Ceccatty
- François Cérésa
- Errol Flynn
- Hélène Frappat
- Fabrice Gaignault
- Pierre Goldman
- Michael Herr
- Werner Herzog
- Grace Jones
- Hedy Lamarr
- Simon Liberati
- Riton Liebman
- Robert McAlmon
- Marc Minkowski
- Olivier Minne
- Jean-Pierre Montal
- Ennio Morricone
- David Niven
- Pitigrilli
- Fred Rister
- Frédéric Schiffter
- Paolo Sorrentino
- Pascal Thomas
- Ugo Tognazzi
- Diana Vreeland
- Robert Penn Warren